# Khalglar Dostlughu (metropolitana di Baku)
Khalglar Dostlughu è una stazione della Linea 1 della Metropolitana di Baku.
È stata inaugurata il 28 aprile 1989.